# St. Joseph (flod)

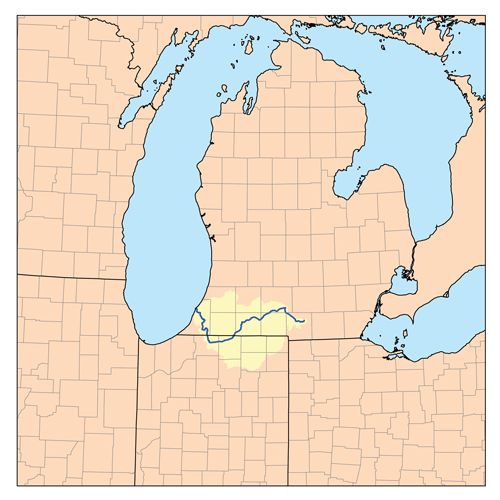

St. Joseph är en drygt 30 mil lång flod som huvudsakligen flyter genom staten Michigan i USA och som mynnar ut i sydöstra Michigansjön.